# NGC 5845
NGC 5845 é uma galáxia elíptica (E) localizada na direcção da constelação de Virgo. Possui uma declinação de +01° 38' 01" e uma ascensão recta de 15 horas, 06 minutos e 00,6 segundos.
A galáxia NGC 5845 foi descoberta em 24 de Fevereiro de 1786 por William Herschel.